# Historia de las emociones

Rogier van der Weyden, El Descendimiento de la Cruz (1435-38). Obra clave para estudiar la conexión entre arte y emociones en el siglo XV. El académico David Freedberg la analiza como ejemplo de empatía estética y respuestas neurobiológicas, aunque esta perspectiva sigue en debate. La composición dramatiza el dolor para provocar una reacción física y afectiva en el espectador.

La historia de las emociones es un campo interdisciplinario dentro de la historiografía que analiza cómo las emociones humanas han sido experimentadas, expresadas, reguladas y conceptualizadas a lo largo del tiempo. Vinculada estrechamente con la historia cultural, la historia social, la antropología histórica y la filosofía, esta disciplina emergió en las últimas décadas del siglo XX con el propósito de comprender las emociones no como entidades biológicas universales, sino como construcciones históricas moldeadas por contextos culturales, normas sociales, prácticas simbólicas y estructuras de poder.

## Orígenes y desarrollo historiográfico
Las primeras aproximaciones a las emociones en la historia pueden rastrearse en obras de autores clásicos como Aristóteles, quien analizó la ira en Retórica, o en textos medievales que abordaban conceptos como el amor cortés. Sin embargo, fue en el siglo XX cuando se consolidó como área de estudio. El historiador francés Lucien Febvre, en su ensayo La sensibilidad y la historia (1941), instó a investigar las emociones como elementos clave para entender épocas pasadas. A partir de la década de 1980, el campo se consolidó con el denominado giro emocional (emotional turn) en las ciencias humanas y sociales. Desde finales del siglo XX, este campo ha ganado visibilidad académica, con contribuciones de historiadores culturales, críticos literarios, historiadores del arte y la ciencia, uniéndose a disciplinas como la antropología, sociología y psicología que ya investigaban los elementos emocionales desde los años 70.

## Enfoques y marcos teóricos

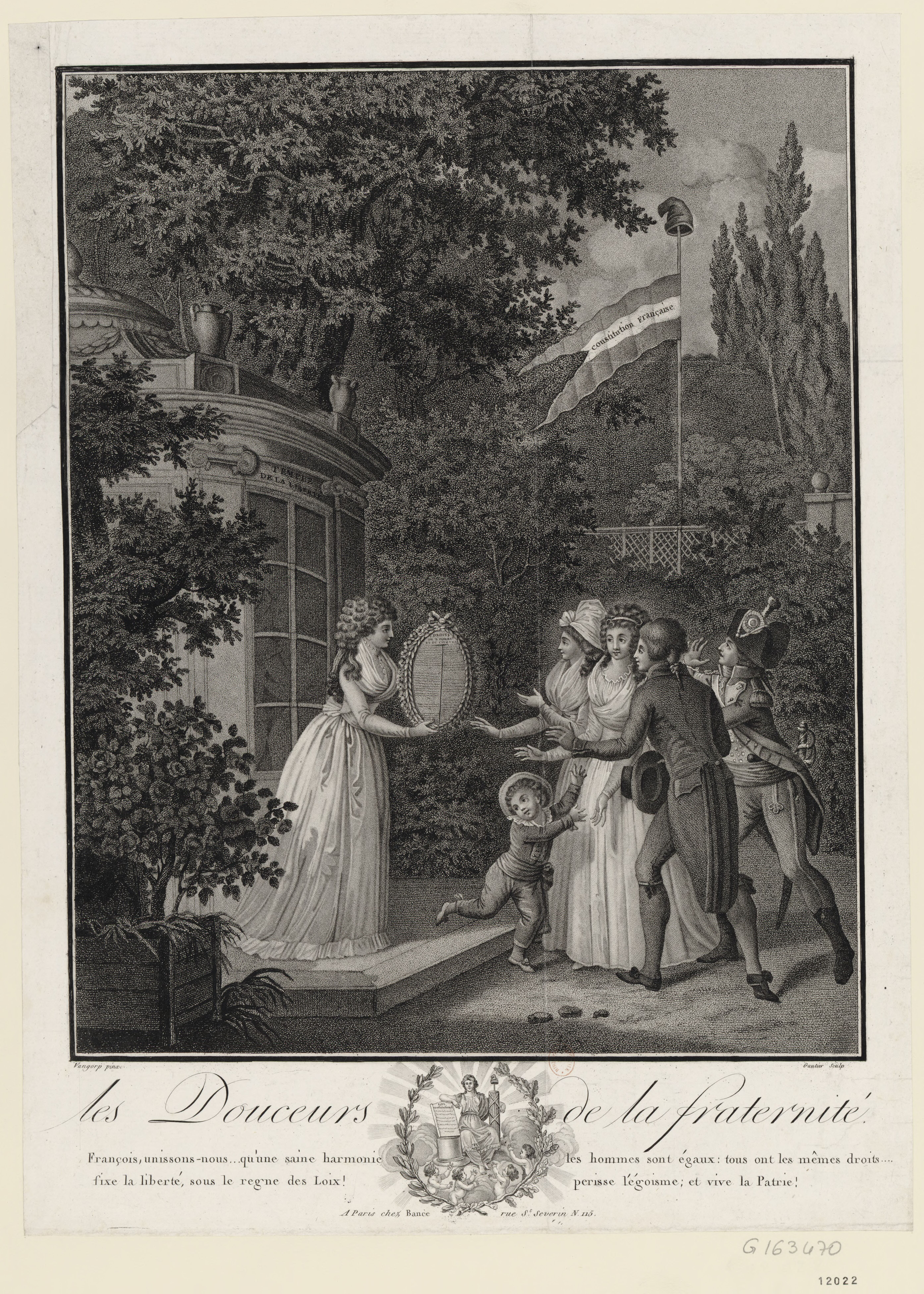
¿Alegría genuina o mandato político?. La ilustración titulada Les Douceurs de la fraternité (1794) encarna la fabricación revolucionaria de emociones colectivas, donde la fraternidad era tanto un ideal como una imposición.

Existe una tensión entre facciones rivales entre historiadores de las emociones, marcadas por metodologías y marcos teóricos divergentes. Esta disparidad genera desacuerdos sobre qué debe incluirse en el campo, debido a las distintas interpretaciones de emociones, afectos y pasiones del pasado, tanto en su definición como en su abordaje.
Investigadores como Peter N. Stearns y Carol Z. Stearns desarrollaron el concepto de emocionología o regímenes emocionales, entendidos como sistemas sociales que regulan y expresan las emociones de forma dominante. Barbara H. Rosenwein, por su parte, introdujo el influyente concepto de comunidades emocionales: grupos sociales que comparten normas y estilos emocionales, desafiando así la visión de una historia lineal de los sentimientos. William Reddy aportó nociones clave como los emotivos —actos lingüísticos que transforman los sentimientos— y los regímenes emocionales como estructuras que los regulan. En Alemania, Ute Frevert ha promovido el estudio de las emociones en contextos políticos e institucionales.

## Debates historiográficos
Una cuestión central del campo es si las emociones cambian históricamente o si son universales. Mientras algunas corrientes subrayan la continuidad biológica de ciertos afectos (como el miedo o la ira), otras sostienen que incluso emociones aparentemente «naturales» están mediadas culturalmente. Uno de los debates centrales es si las emociones son universales (innatas, basadas en la biología) o construcciones sociales (variables según época y cultura). Autores como Paul Ekman, con su teoría de las emociones básicas, sostienen su carácter universal. Según esta teoría, existe un conjunto de emociones que trascienden las culturas, presentes en todos los seres humanos y reconocibles entre individuos de diferentes contextos culturales. mientras que la antropóloga Catherine Lutz se posiciona en contraste con la visión universalista (como la de Ekman) y sostiene que la experiencia emocional no es precultural, sino eminentemente cultural.
Otro eje de discusión es la fiabilidad y falta de transparencia de las fuentes (diarios, literatura, correspondencia, tratados). Su interpretación exige comprender los códigos sociales e institucionales que regían la expresión emocional, el contexto cultural y social que daba sentido y valor a las emociones y esta variedad documental requiere métodos filológicos, hermenéuticos y antropológicos. Por ejemplo, la ira en la Edad Media se vinculaba al pecado, mientras que en la Revolución Francesa se asoció a la justicia social.

## Aplicaciones temáticas y casos de estudio

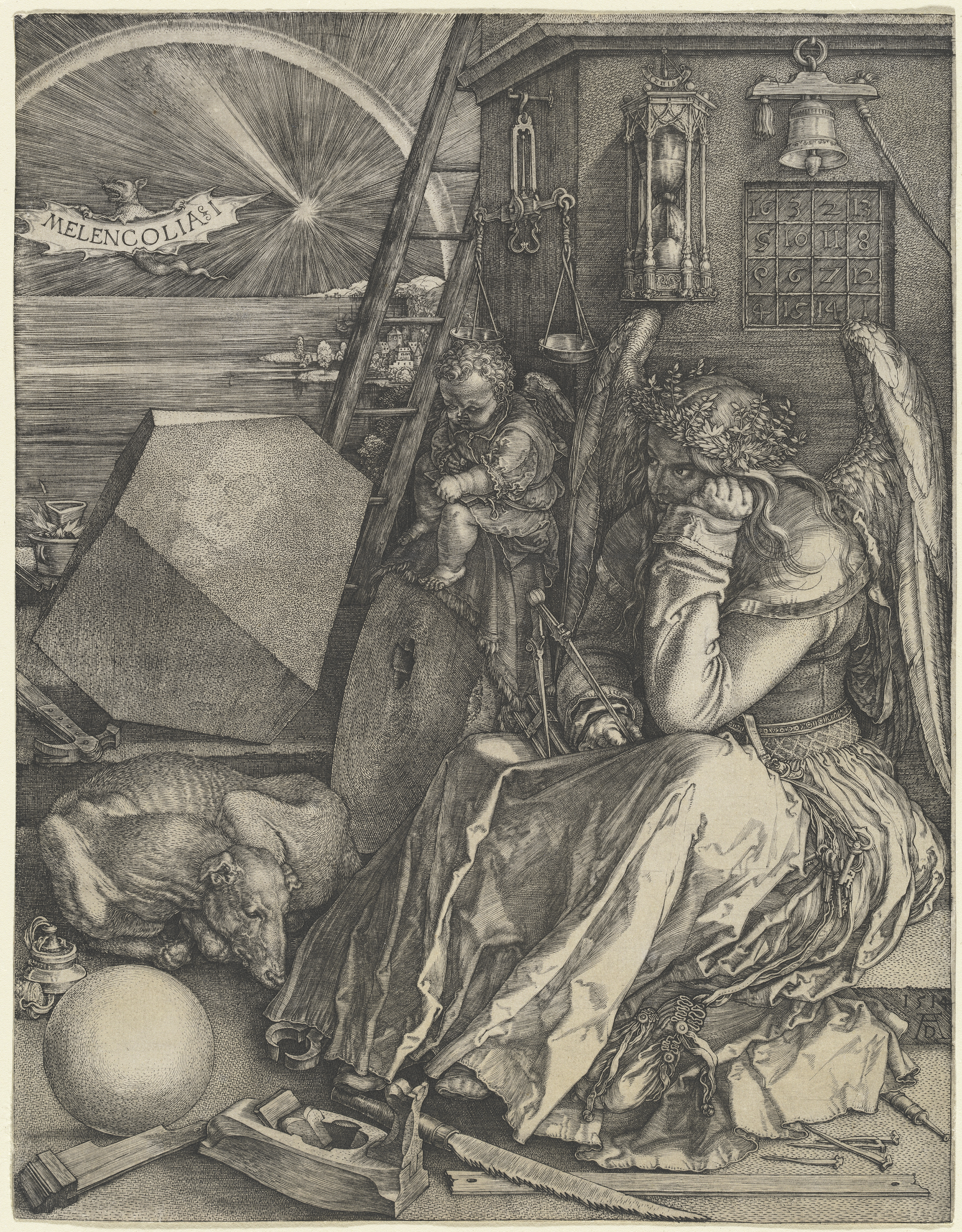
En Melancolía I (1514), Durero retrata a un ángel genial pero frustrado, rodeado de herramientas y símbolos que representan el desafío de crear algo grande. No es depresión: es la mezcla de inspiración y bloqueo que todo artista conoce. Es la idea de melancolía que se tenía en la época renacentista, muy diferente a cómo la entendemos hoy.

La historia de las emociones ha generado estudios sobre sentimientos concretos como el amor, el odio, la vergüenza, el miedo, la compasión o el duelo, así como sobre emociones colectivas en contextos bélicos, religiosos o políticos. Algunos de los estudios más relevantes serían:  
- Barbara H. Rosenwein analizó cómo monasterios medievales funcionaban como comunidades emocionales con ideales de humildad y compasión.[8]

- Stearns rastrea el surgimiento de las emociones en el siglo XIX, vinculadas al individualismo y la familia nuclear.[13]

- Reddy estudió el "sentimentalismo" del siglo XVIII como régimen emocional que valoraba la sensibilidad.[4]

- Frevert examinó el miedo como emoción política manipulada en propaganda bélica y el control emocional en regímenes totalitarios del siglo XX.[9]